# Маріан Мулік
Маріан Мулік (Marián Mulik) (Вранов-над-Топльоу) — словацький дипломат. Генеральний консул Словацької Республіки в Ужгороді (Україна) (2012).

## Життєпис
Народився у Східній Словаччині, у місті Вранов-над-Топльоу. Тут жив до 15 років, звідки поїхав на навчання спочатку в Требішов, а потім у Пряшів. За освітою вчитель молодших класів.
З 1998 року працює в Міністерстві закордонних справ Словацької Республіки. Перше місце призначення за кордоном — Нью-Делі в Індії. Це був дуже хороший досвід, бо потрібно було швидко зануритися в зовсім іншу культуру, навчитися працювати в тій системі. Після 3,5 років роботи у цій країні його направили у Прибалтику. .
У 2006—2010 рр. — третій секретар посольства Словацької Республіки в Латвії (робота консульства розповсюджувалася і на Литву з Естонією).
У 2012 році — Генеральний консул Словацької Республіки в місті Ужгород (Україна).